# Ян-Олександр Ліпський
Ян Александер Ліпський (герб Граблі; 15 червня 1690, Ольшина, Річ Посполита — 20 лютого 1746,Кельці, Річ Посполита) — єпископ РКЦ, польський католицький священник, кардинал, єпископ Луцький (1732), Краківський єпископ (1732–1746), князь Севезький (1732–1746), кавалер ордена Білого Орла.

## Життєпис
Навчався в Парижі (Сорбонна) та Римі. У 1717 отримав звання доктора обох законів.
23 квітня 1719 висвячений на священика.
Канцлер архієпископа Гнезненського, з 1724. Канцлер Корони та президент Коронного трибуналу.
Як довірена особа Августа II Сильного, часто брав участь у дипломатичних місіях між Дрезденом та Варшавою. Володів п'ятьма мовами.
У 1732 призначений єпископом Луцьким, а через кілька місяців єпископом Краківським.
Під час бурхливого безкоролів'я в 1733 Липський виступав за кандидатуру саксонського курфюрста Августа ІІІ Фрідріха, підтриману меншиною виборців і підняту на престол іноземними військами.
17 січня 1734 у соборі у Вавелі вінчав короля Августа ІІІ та Марію Жозефу Австрійську (через відмову від коронації з боку примаса Польщі Теодора Потоцького).
У 1735 підписав резолюцію Генеральної ради Варшавської конфедерації. У 1736 призначений резидентом сенаторовим.
10 липня 1737 Ліпський підписав у Всхові конкордат зі Священним Престолом.
Завдяки покровительству нового монарха Ліпський отримав звання кардинала в консисторії 20 грудня 1737.
Однак ніколи не отримував шапки кардинала чи титульної церкви, а також не брав участі в конклаві 1740 р., відкинув титули архієпископа Гнєзненського та примаса Польщі, запропоновані йому папою Климентом XII.
Як краківський єпископ відійшов від усіх благ. Прославився покровителем мистецтв і опікуном італійського архітектора Франческо Плачіді. За його наказом інтер'єр собору у Вавелі та ресторації королівського замку були бароковані.
Похований у Вавельському соборі, у каплиці Ліпських. Урна з бальзамованим серцем кардинала була розміщена в бічній стіні парафіяльного костелу Небовзяття Діви Марії в Хочі.